# كاربانيتو بياتشنتينو
كاربانيتو بياتشنتينو (بالإيطالية: Carpaneto Piacentino)‏ هي بلدية في مقاطعة بياتشنزا في إقليم إميليا رومانيا الإيطالي.

## السكان
في سنة 1861 بلغ عدد السكان 5٬379 نسمة، وتطور العدد ليصل في سنة 2011 لـ 7٬537 نسمة.
يظهر هذا المخطط البياني تطور النمو السكاني لـ كاربانيتو بياتشنتينو

## أعلام
- جيانكارلو بيريني
- إدواردو أمالدي